# Château de Vorbourg
Pour le vin, voir Vorbourg.
Le château de Vorbourg est un château fort, aujourd'hui en ruine, situé sur le territoire de la commune jurassienne de Delémont et propriété de la bourgeoisie de Delémont.
Sur une plateforme rocheuse au pied des ruines se trouve la chapelle du Vorbourg qui est également propriété de la Bourgeoisie de Delémont.